# Abyssální plošina

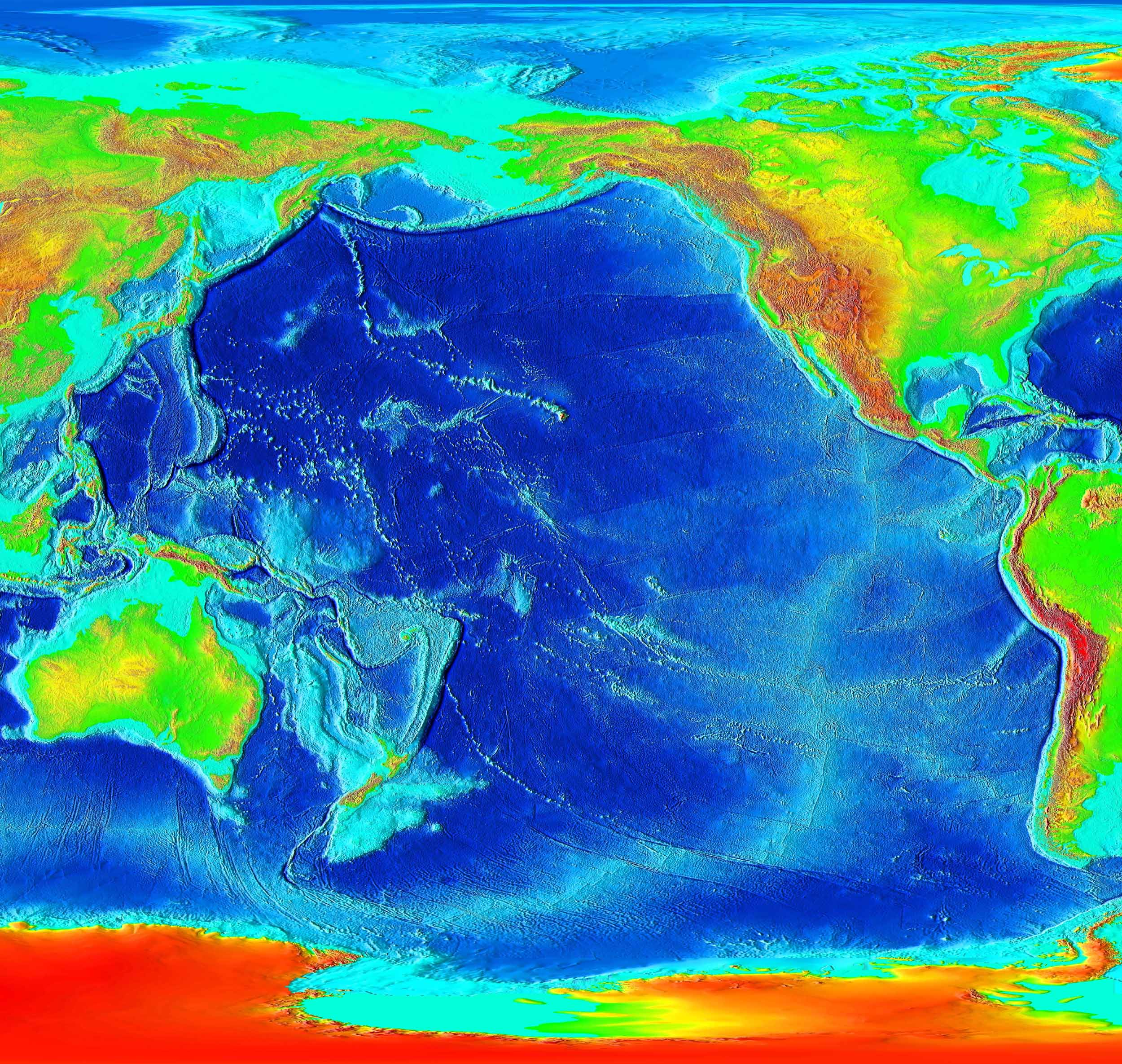
Tmavě modrou barvou jsou vyznačeny oblasti abyssálních plošin, které se rozkládají mezi rifty a příkopy.

Abyssální plošina, česky hlubokomořská plošina, je rozsáhlý útvar na oceánské kůře. Jedná se o morfologicky málo členité oblasti oceánské pánve mezi hřbety a subdukčními zónami.
Plošiny jsou tvořeny převážně bazickými magmaty, které mají na povrchu sklovitou strukturu, díky rychlému ztuhnutí v mořské vodě. Jejich povrch je pokryt jen minimem sedimentů, jelikož sem již nesahá transportní činnost z kontinentů. Sedimentární vrstva je velmi tenká a je tvořena převážně z drobného sopečného prachu, který unášel vítr, případně z kosmického prachu a mikrometeoritů, jílů, radiolaritů a případně v menších hloubkách (nad CCD hranicí) také karbonáty. Veškerá tato sedimentace probíhá jen velmi pomalu a mocnosti sedimentů jsou velmi malé. Minimální zastoupení má obsah látek z kontinentů, které sem může dopravit nanejvýš vítr anebo proudy v mořské vodě. Zvláštním případem jsou ojedinělé výskyty spadlých kamenů (dropstones), které byly na dno doneseny transportní činností ledovců.
V oblastech zvýšené sopečné aktivity nad horkými skvrnami (hotspot) je vyrovnaný povrch plošin narušován sopečnými kužely, které mohou vystupovat až nad mořskou hladinu (jako v případě Havajských ostrovů). Jejich celková výška může být větší než pozemských velikánu v Himálají. Místy se objevují také "stolové hory" (guyoty).